# 오끗준
오끗준은 조선시대의 판소리 명창이다. 전라남도 순천에서 태어났다. 박만순의 제자로 동편제 소리를 배워 성창열, 이창윤과 함께 어깨를 겨루어 이름을 알린 명창이다. 《춘향가》를 잘하였으며, 그의 더늠은 봉사 해몽하는 대목이다.